# Brian Patrick Clarke
Brian Patrick Clarke (ur. 1 sierpnia 1952 w Gettysburgu) – amerykański aktor telewizyjny. 
W 1974 ukończył studia na Uniwersytecie Yale.
Jest żonaty z gimnastyczką artystyczną Kathy Johnson. Ma dwóch synów: Seana Patricka i Cary’ego.

## Filmografia

### Filmy fabularne
- 1983: Grace Kelly (Grace Kelly Story, TV) jako John 'Kell' Kelly, Jr.
- 1988: Uśpiony obóz 2: Smutni obozowicze jako T.C.
- 2006: Tournament of Dreams jako Jim
- 2007: Sydney i siedmiu nieudaczników (Sydney White and the Seven Dorks) jako prof. Carlton

### Seriale TV
- 1982: T.J. Hooker jako Canfield
- 1982: Sława (Fame) jako Jeff Harris
- 1983–1985: Szpital miejski (General Hospital) jako Grant Andrews
- 1990: Paradise, znaczy raj (Paradise) jako Louis Petrie
- 1990-1991: Moda na sukces (The Bold and the Beautiful) jako Storm Logan
- 1992: Słoneczny patrol (Baywatch) jako Beggs
- 1995: Dotyk anioła (Touched by an Angel) jako trener Mike Johansen
- 1997: Diagnoza morderstwo (Diagnosis Murder) jako Jerry Grayle
- 1998: Sunset Beach jako Bob Blythe
- 1999: Dotyk anioła (Touched by an Angel) jako Bud
- 1999: Ostry dyżur (ER)
- 2000: Żar młodości (The Young and the Restless) jako Don Jacob #2
- 2000: Ich pięcioro (Party of Five) jako Marson
- 2001: Potyczki Amy jako Todd Stanley
- 2004: CSI: Kryminalne zagadki Miami (CSI: Miami) jako Ted Henderson
- 2002: Babski oddział
- 2009: Pogoda na miłość (One Tree Hill) jako Gene